# Frans rugby sevensteam (mannen)
Het Franse rugby sevensteam is een team van rugbyers dat Frankrijk vertegenwoordigt in internationale wedstrijden.

## Wereldkampioenschappen
De beste prestatie was vijfde in 2005 en 2013.
- WK 1993: 15e
- WK 1997: 8e
- WK 2001: 21e
- WK 2005: 5e
- WK 2009: 13e
- WK 2013: 5e
- WK 2018: 8e
- WK 2022: 6e

## Olympische Zomerspelen
Frankrijk werd Olympisch kampioen tijdens de Olympische Zomerspelen 2024 in Parijs.
- OS 2016: 7e
- OS 2020: niet gekwalificeerd
- OS 2024: 1e